# Прапор Вільногірська
Пра́пор Вільногірська — один з офіційних символів міста Вільногірськ Верхньодніпровського району Дніпропетровської області, затверджений 22 грудня 1999 р. рішенням № 202-XVIII/X сесії Вільногірської міської ради.
Прямокутне полотнище із співвідношенням сторін 1:2 поділене на 3 рівні вертикальні частини: червону, білу і коричневу.
Три кольори (червоний, білий, коричневий) є тотожним відтворенням на прапорі кольорів герба міста та рідкісноземельних концентратів.